# Subscription-Video-on-Demand
Subscription-Video-on-Demand (SVoD, deutsch: Abonnierte Videos auf Anforderung) ist eine Variante von Video-on-Demand, bei der der Benutzer über ein Monats- oder Jahres-Abonnement Videos per Streaming abrufen kann. Für das Video-Streaming ist ein Breitband-Internetzugang erforderlich. Ein Internettarif mit unbegrenztem Datenvolumen (Datenflatrate) ist aufgrund des hohen Datenaufkommens von Vorteil.
Die drei größten Anbieter sind Netflix, Amazon Video und Disney+.

## Technischer Hintergrund
Der Videofilm wird entweder über eine Internetverbindung, wie bei IPTV, oder über ein Breitbandnetz gesendet. Der Rückkanal, über den die Senderwahl des Kunden an das Sendezentrum übermittelt wird, ist bei einer Internetverbindung vorhanden, nicht aber beim Breitbandkabelnetz. Deswegen wird bei SVoD über das Breitbandnetz ein Rückkanal bei Bedarf über das Telefonnetz geschaltet.
Weiterhin lassen sich die folgenden Varianten unterscheiden:

### Download/Progressiver Download
Hier muss das Video vor dem Betrachten heruntergeladen werden. Beim progressiven Download ist es möglich, schon während des Downloads mit dem Betrachten zu beginnen, wenn bereits genug Daten heruntergeladen wurden und ein entsprechender Puffer gebildet wurde.

### Streaming
Hier werden die Daten gleichzeitig heruntergeladen und wiedergegeben. Der Anbieter benötigt dazu einen Streaming-Server, und der Anwender einen entsprechenden Client. Eine vollständige Kopie der Datei muss in diesem Falle nicht gespeichert werden. Oft werden die Daten nur im flüchtigen Speicher (Arbeitsspeicher) des Programmes zwischengespeichert, bis sie angezeigt wurden. Über entsprechende Flusssteuerungen wird dafür gesorgt, dass stets genug Daten vorrätig sind, aber nicht zu viel Speicher verwendet wird.